# Afro/American Sketches
Afro/American Sketches è un album di Oliver Nelson, pubblicato dalla Prestige Records nel 1962. Il disco fu registrato negli studi di Rudy Van Gelder di Englewood Cliffs, New Jersey (Stati Uniti) nelle date indicate nella lista tracce.

## Tracce
Musiche composte da Oliver Nelson.
Lato A
1. Message – 5:50 – Registrato il 29 settembre del 1961
2. Jungleaire – 6:25 – Registrato il 10 novembre del 1961
3. Emancipation Blues – 8:10 – Registrato il 29 settembre del 1961

Lato B
1. There's a Yearnin' – 4:20 – Registrato il 29 settembre del 1961
2. Going Up North – 6:08 – Registrato il 10 novembre del 1961
3. Disillusioned – 5:30 – Registrato il 29 settembre del 1961
4. Freedom Dance – 4:39 – Registrato il 29 settembre del 1961

## Musicisti
Brani A1, A3, B1, B3 e B4
- Oliver Nelson - sassofono tenore, sassofono alto, arrangiamenti
- Jerry Dodgion - sassofono alto, flauto
- Eric Dixon - sassofono tenore, flauto (brani: A3, B3 e B4)
- Bob Ashton - sassofono tenore, flauto, clarinetto
- Arthur Clarke - sassofono baritono (brani: A3, B3 e B4)
- Jerry Kail - tromba
- Joe Newman - tromba
- Ernie Royal - tromba
- Joe Wilder - tromba
- Paul Faulise - trombone
- Urbie Green - trombone
- Britt Woodman - trombone
- Ray Alonge - corno francese
- Jim Buffington - corno francese
- Julius Watkins - corno francese (brani: A1 e B1)
- Don Butterfield - tuba
- Patti Bown - pianoforte (brani: A3, B3 e B4)
- Peter Makas - violoncello
- Charles McCracken - violoncello
- Art Davis - contrabbasso
- Ed Shaughnessy - batteria
- Ray Barretto - congas, bongos

Brani A2 e B2
- Oliver Nelson - sassofono alto, sassofono tenore, arrangiamenti
- Eric Dixon - sassofono tenore, flauto
- Joe Newman - tromba
- Clyde Reasinger - tromba
- Ernie Royal - tromba
- Billy Byers - trombone
- Paul Faulise - trombone
- Melba Liston - trombone
- Don Butterfield - tuba
- Art Davis - contrabbasso
- Ed Shaughnessy - batteria
- Ray Barretto - congas, bongos